# Oberstockensee
Der Oberstockensee (auch Vorderstockensee oder Spätberglisee) ist ein See unterhalb des Stockhorns auf dem Gebiet der Schweizer Gemeinde Erlenbach im Simmental im Kanton Bern.
Der Oberstockensee liegt auf 1665 m ü. M. in einem Felsbecken eines Kars auf der Südseite des Stockhorns. Der Abfluss des Sees ist unterirdisch. 1,5 km östlich liegt der Hinterstockensee (1595 m ü. M.). Die beiden Seen sind durch einen Stollen miteinander verbunden. Das kleine Hochdruck-Speicherkraftwerk Klusi nutzt seit den 1940er-Jahren das Wasser der Seen zur Energiegewinnung.
Der See kann über einen Wanderweg von der Mittelstation Chrindi der Stockhornbahn in ca. 45 Minuten erreicht werden. Er ist ein Ausflugsziel für Hobbyfischer.